# عبد الرحمن القطب النواوي
عبد الرحمن القطب النواوي (1255 - 1317 هـ) عالم دين مصري حنفي. تولى مشيخة الأزهر بعد ابن عمه الشيخ حسونة النواوي ليكون بذلك الشيخ السادس والعشرون للجامع الأزهر.

## مولده ونشأته
ولد بقرية نواي بمركز ملوي وكانت وقتها تتبع إداريا لمحافظة أسيوط سنة 1255 هـ/ 1839 م. حفظ القرآن في قريته نواي، ووصل للأزهر وأكمل حفظ القرآن الكريم، وانكب على تحصيل العلم ومواصلة مذاكرة دروسه بجد واجتهاد، حتى شهد له العلماء بالنبوغ والتفوق.

## شيوخه
تتلمذ على يد كبار مشايخ وعلماء عصره مثل:
- عبد الرحمن البحراوي
- إبراهيم السقا
- شمس الدين الأنبابي
- محمد عليش وغيرهم

## مناصبه
بعد أن تخرج الشيخ القطب النواوي من الأزهر لم يتصدر للتدريس فيه أو المدارس التابعة له. إنما آثر العمل في الوظائف العامة خارج مؤسسة الأزهر، وشغل مناصب قضائية عدة منها:
- أمانة فتوى مجلس الأحكام، مساعدا للشيخ البقلي.
- تولية قضاء مديرية الجيزة
- قضاء مديرية الغربية.
- رئيس المحكمة الشرعية الكبرى بالقاهرة، ثم نقل إلى قضاء محافظة الإسكندرية.
- نقل إلى الإفتاء في وزارة الحقانية (العدل).
- توليه مشيخة الأزهر.[2]

## توليه المشيخة
وقع الاختيار على عبد الرحمن القطب النواوي ليكون شيخًا للأزهر لما عرف عنه بالنزاهة والعلم والعدل، وقد نال على ثقة الجميع. وذلك في 25 من شهر محرم سنة 1317 هـ/ 1899 م ولكنه توفى بعد شهر من ولايته.

## وفاته
توفى يوم السابع والعشرين من شهر صفر سنة 1317 هـ/ 1899 م. وصلي عليه بالأزهر، وأجريت له المراسم الرسمية، ودُفِنَ بمقابر المجاورين.